# Giovanni Pini
Giovanni Pini (Carpi, 25 luglio 1992) è un cestista italiano.

## Carriera

### Club
Cresciuto nelle giovanili della Nazareno Basket Carpi prima, e successivamente in quelle della Pallacanestro Reggiana, ha esordito in prima squadra con gli emiliani nella Legadue 2010-2011 (12 dicembre 2010, contro Casale Monferrato). Dopo due stagioni si è trasferito in prestito alla Biancoblù Bologna, sempre in Legadue, con cui ha disputato 28 partite. Ha fatto poi ritorno a Reggio, con la cui maglia disputa la massima serie.
Nell'aprile del 2014 ha vinto l'EuroChallenge con Reggio Emilia.
Dall'estate 2017 fa parte della Fortitudo Bologna, squadra con cui il 31 marzo 2019 conquista la serie A. il 22 luglio 2019 Fortitudo Bologna  comunica la rescissione consensuale del contratto .

### Nazionale
Pini è stato convocato in Nazionale dal coach Simone Pianigiani, per disputare l'All Star Game italiano del 13 aprile 2014.

## Palmarès
- EuroChallenge: 1

Pallacanestro Reggiana: 2013-14
- Supercoppa LNP: 1

Fortitudo Bologna: 2018
Campionato italiano dilettanti: 4
Pallacanestro Reggiana 2011-12
Fortitudo Bologna: 2018-19
Scaligera Basket Verona: 2021-22
Amici Pall. Udinese: 2024-25